# Средно училище „Максим Горки“ (Стара Загора)
Средно училище „Максим Горки“ е училище в Стара Загора.
Създадено е през 1962 г. като Руска езикова гимназия – първите такива са в София и Пловдив. От 1964 г. приема името на писателя Максим Горки за свой патрон. През 1966 г. се отделя паралелка със засилено изучаване на френски език и поставя началото на Френската езикова гимназия. От 1983 г. Руската гимназия става ЕСПУ ”Максим Горки” с прием на деца от 1 клас. През 1990 г. е преобразувано в Средно общообразователно училище, а от 2016 г. е Средно училище.
В училището се преподават руски, английски, немски, френски и испански език в зависимост от паралелката. Учениците започват изучаването на руски език от първи клас, а от втори – и един от горепосочените западни езици. Това е едно от първите училища с ранно чуждоезиково обучение.
През 2001 г. става осмото българско училище, включено в споразумението за образователен обмен между правителствата на Република България и Кралство Испания.